# Tots volem alguna cosa
Tots volem alguna cosa (títol original en anglès, Everybody Wants Some!!) és una pel·lícula de comèdia estatunidenca del 2016 escrita i dirigida per Richard Linklater, sobre un grup de jugadors de beisbol universitari a Texas de la dècada del 1980. La pel·lícula és protagonitzada per Blake Jenner, Zoey Deutch, Glen Powell, Ryan Guzman, Tyler Hoechlin, Will Brittain i Wyatt Russell. Es va estrenar al festival de cinema de South by Southwest l'11 de març de 2016 i va arribar als cinemes dels Estats Units el 30 de març de 2016 amb la distribució de Paramount Pictures. La pel·lícula va recaptar 5,4 milions de dòlars amb un pressupost de 10 milions de dòlars, cosa que la va convertir en un fracàs de taquilla, però va ser aclamada per la crítica. S'ha subtitulat al català.